# Henning Gissel
Henning Gissel (* 23. Juli 1942 in Berlin; † 13. Juni 2012 ebenda) war ein deutscher Schauspieler.

## Leben und Wirken
Gissel absolvierte seine Ausbildung zum Schauspieler an der Schauspielschule Else Bongers Berlin sowie an der École de Mime in Paris. Daraufhin folgten mehrere Engagements, so am Theater am Kurfürstendamm und im Alten Schauspielhaus Stuttgart.
Einem breiten Publikum wurde Gissel allerdings durch seine zahlreichen Auftritte in Filmen und Fernsehserien bekannt, wobei er zwischen 1967 und 1990 in über 180 verschiedenen Rollen zu sehen war. Zuletzt wirkte Gissel in dem Film Der Baader Meinhof Komplex mit.

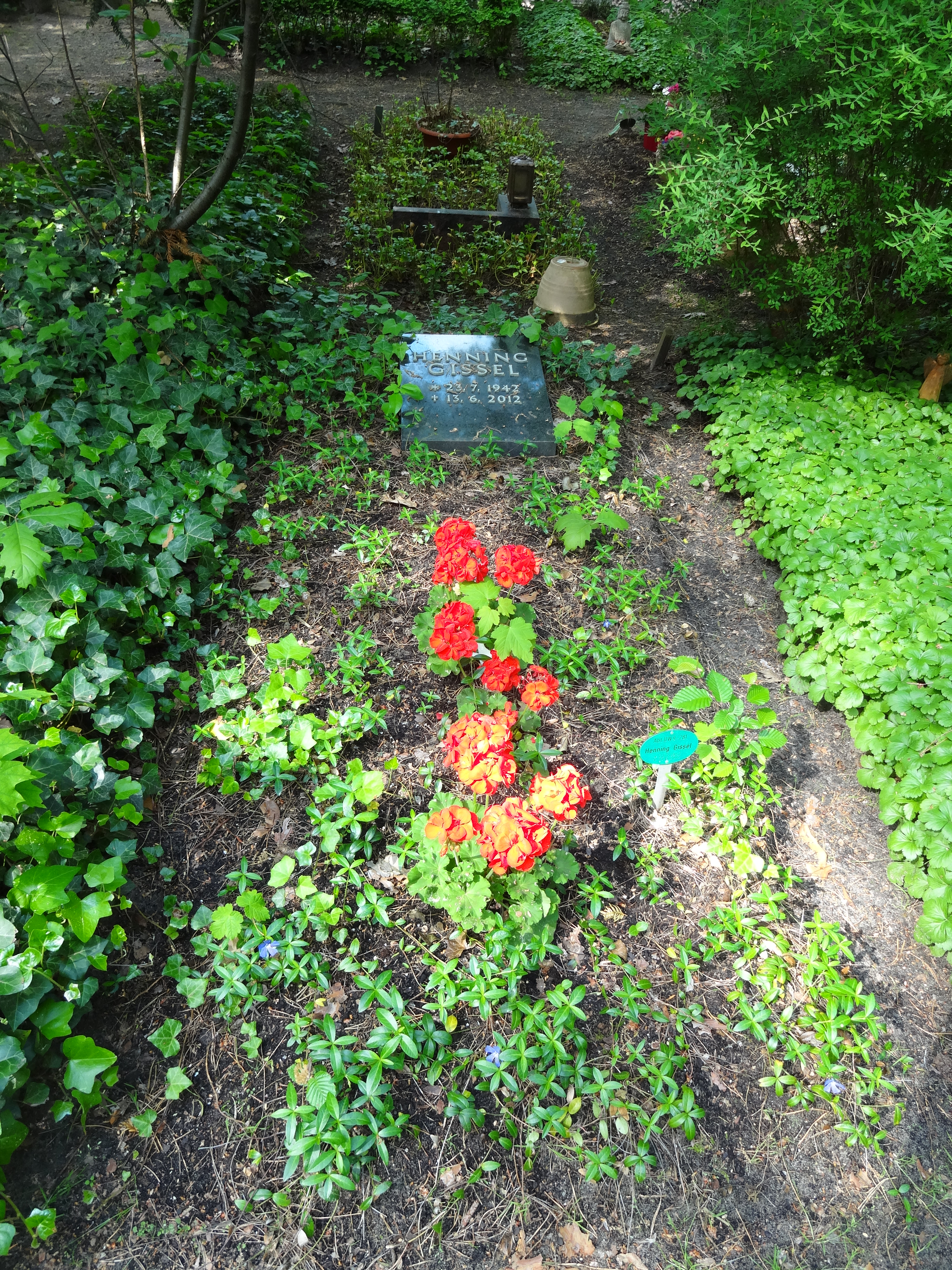
Grab von Henning Gissel auf dem Friedhof Heerstraße in Berlin-Westend

Henning Gissel starb, nur wenige Wochen vor seinem 70. Geburtstag, am 13. Juni 2012. Seine letzte Ruhestätte fand er auf dem landeseigenen Friedhof Heerstraße in Berlin-Westend (Grablage: II-W-9-281).

## Filmografie (Auswahl)
- 1966: Probe für Cleopatra (Kurzfilm)
- 1967: Gerhard Langhammer und die Freiheit (Fernsehspiel)
- 1969: Meine Schwiegersöhne und ich (Fernsehserie)
- 1969: Das Reiseziel (Kurzfilm)
- 1971: Tatort: Frankfurter Gold
- 1972: Hamburg Transit: Der Doppelgänger
- 1972: Die rote Kapelle (Fernsehmehrteiler)
- 1972–1973: Fußballtrainer Wulff (Fernsehserie)
- 1973: Ein Fall für Männdli: Lange Finger
- 1973: Gütertrennung (Kurzfilm)
- 1974: Tatort: Der Mann aus Zimmer 22
- 1975: Anna und Edith
- 1976: Freiwillige Feuerwehr
- 1977: Die Dämonen
- 1978: Derrick: Steins Tochter
- 1979: Tatort: Ein Schuß zuviel
- 1979: Ein Mann für alle Fälle (Fernsehserie)
- 1981: Das Ende vom Anfang
- 1981: Tatort: Beweisaufnahme
- 1981/1990: Löwenzahn (Fernsehserie)
- 1982: Unterwegs nach Atlantis (Fernsehserie)
- 1982: Feine Gesellschaft – beschränkte Haftung
- 1982:  Die unsterblichen Methoden des Franz Josef Wanninger (Folge: Am eigenen Leibe)
- 1983: Mandara (Fernsehserie)
- 1984: Auf einem langen Weg
- 1984: Tatort: Geburtstagsgrüße
- 1984: Der Schrei des Shi-Kai
- 1987: Flucht aus Sobibor (Escape from Sobibor)
- 1999: Dr. Sommerfeld – Neues vom Bülowbogen (Fernsehserie)
- 2004: Saniyes Lust
- 2008: Der Baader-Meinhof-Komplex

## Synchronrollen (Auswahl)

### Filme
- 1988: Dario Cantarelli in Von Räubern, Kavalieren und harmonischen Menschen als Flambart
- 1990: Féodor Atkine in Vincent & Theo als Dr. Peyron
- 1992: C. Henry Gordon in Zwei Herzen auf der Flucht als Daly
- 1993: Cesare Bocci in Giovanni Falcone – Im Netz der Mafia als Giuseppe Ayala
- 1993: Jonathan Gochberg in Mord im OP als Dr. Freed
- 1993: Rick Overton in Mrs. Doubtfire – Das stachelige Kindermädchen als Oberkellner

### Serien
- 1959: Ward Blackburn in The Lone Ranger als Scar
- 1959: Gene Blakely in Perry Mason als Frank Oxman
- 1989: Nick Adams in Verrückter wilder Westen als Sheriff Dave Cord
- 1994: Luke Askew in Mord ist ihr Hobby als Terry Montagne
- 1994: Terry Barclay in Der Polizeichef als Thorn